# Escudo de Australia Meridional
El escudo de armas de Australia Meridional es el símbolo oficial del estado de Australia Meridional. Fue concedido por su Majestad la Reina Isabel II el 19 de abril de 1984. Sustituyó un escudo de armas concedido al Estado en 1936.
El escudo tiene la urraca australiana con un disco dorado (oficialmente dice que representa el sol naciente) sobre un fondo azul. La urraca australiana es el ave emblemática no oficial de Australia Meridional y también aparece en la insignia del Estado. La cimera es el guisante del desierto de Sturt, el emblema floral de Australia Meridional, en la cima de una corona de flores de los colores del estado. El escudo no tiene soportes. El compartimiento, o base, es un montaje de césped con símbolos de la agricultura y la industria, y un lema con el nombre “South Australia” (en español:”Australia Meridional”).

## Galería de escudos

Escudo de la Policía de Australia Meridional
Emblema del gobernador de Australia Meridional
Insignia del estado de Australia Meridional (1876-1904)
Escudo de armas de Australia Meridional (1936-1984)
El escudo de armas propuesto de Australia Meridional desde 1984

- Datos: Q1131846